# Schizenterospermum
Schizenterospermum är ett släkte av måreväxter. Schizenterospermum ingår i familjen måreväxter.
Kladogram enligt Catalogue of Life:
| Schizenterospermum | \| \| Schizenterospermum analamerense \| \| \| \| \| \| Schizenterospermum grevei \| \| \| \| \| \| Schizenterospermum majungense \| \| \| \| \| \| Schizenterospermum rotundifolium \| \| \| \| |
|                    | \| \| Schizenterospermum analamerense \| \| \| \| \| \| Schizenterospermum grevei \| \| \| \| \| \| Schizenterospermum majungense \| \| \| \| \| \| Schizenterospermum rotundifolium \| \| \| \| |
|                    | Schizenterospermum analamerense |
|                    | |
|                    | Schizenterospermum grevei |
|                    | |
|                    | Schizenterospermum majungense |
|                    | |
|                    | Schizenterospermum rotundifolium |
|                    | |